# Carlos Viegas Gago Coutinho
Carlos Viegas Gago Coutinho (ur. 17 lutego 1869, zm. 18 lutego 1959) – portugalski marynarz, historyk i oficer marynarki. Urodził się w Madragoa, dzielnicy Lizbony. Jego największym osiągnięciem był pierwszy przelot nad południowym Atlantykiem w 1922 r. Jego raport z przelotu wraz z innymi dotyczącymi go dokumentami został wpisany w 2010 r. do programu Pamięć Świata.
W służbie portugalskiej marynarki opłynął cały świat. Między innymi był krótko porucznikiem na kanonierce „Zaire” i dowodził kanonierką „Pátria” w czasie powstania Manufahi w Timorze Portugalskim w 1910 r. Na końcu swojej kariery w marynarce osiągnął stopień admirała. Jako geodeta wytyczał granice portugalskich kolonii na Timorze, w północnej Angoli. Wraz z Sacadurą Cabralem stworzył w 1910 r. sieć geodezyjną w południowej części Mozambiku na obszarze 32 tys. km², między Ponta do Ouro a Bazaruto. W 1912 roku przeszedł pieszo kontynent afrykański z Angoli do Mozambiku, pokonując łącznie 5200 km.
Dał się również poznać jako historyk. Napisał wiele pozycji historycznych i geograficznych, głównie o portugalskich wyprawach odkrywczych, jak na przykład O Roteiro da Viagem de Vasco da Gama lub własną wersję Luzjadów, portugalskiego eposu narodowego.

Trasa transatlantyckiego przelotu Coutinho i Cabrala

Od 1898 r. zaczął pisać dzieła geograficzne o portugalskich terytoriach zamorskich, podróżując w tym okresie po Afryce. Wspólnie z Sacadurą Cabralem przeleciał w 1921 r. trasę z Lizbony do Funchalu na Maderze, zanim w 1922 r. wraz ze swym partnerem stał się sławny, po tym, gdy jako pierwsi pokonali trasę z Lizbony do Rio de Janeiro.
Ostatnie lata życia spędził poświęcając się znowu historii Portugalii jako narodu żeglarzy. Jego eseje z tego okresu zostały zebrane w dziele Náutica dos Descobrimentos.
Otrzymał wiele wyróżnień za swoją twórczość i był postrzegany w Portugalii jak mesjasz sebastianizmu w czasach, kiedy po utracie imperium kolonialnego, poczucie godności narodu żeglarzy uległo znacznej deprecjacji. W uznaniu jego zasług kilka okrętów portugalskiej marynarki zostało nazwanych jego imieniem. Przykładem jest „NRP Almirante Gago Coutinho” (F473), który wziął udział w rewolucji goździków i zakupiony w USA używany statek badawczy NRP Almirante Gago Coutinho (A-523).

## Odznaczenia
- Krzyż Wielki Orderu Wieży i Miecza (1922)[7]
- Krzyż Wielki Orderu Chrystusa (1947)[7]
- Krzyż Wielki Wielki Orderu Avis (1926)[7]
- Wielki Oficer Orderu Avis (1920)[7]
- Komandor Orderu Avis (1919)[7]
- Krzyż Wielki Orderu św. Jakuba od Miecza (1922)[7]
- Krzyż Wielki Orderu Imperium (1943)[7]
- Krzyż Wielki Orderu Camõesa (pośmiertnie, 2023)[7]

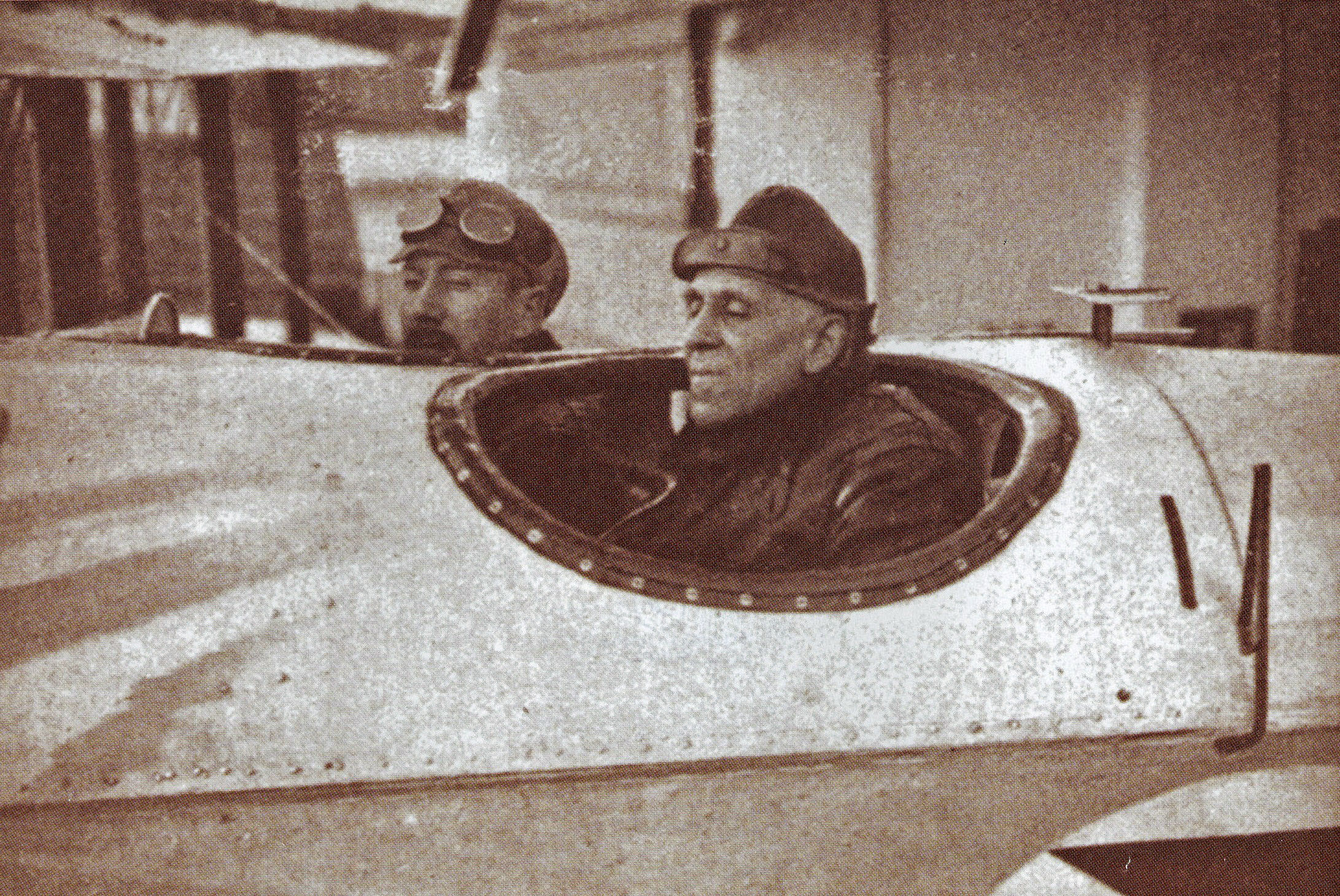
Gago Coutinho i Sacadura Cabral na pokładzie Lusitânii, pierwszego z trzech wodnosamolotów Fairey III podczas wyprawy w 1922 roku.
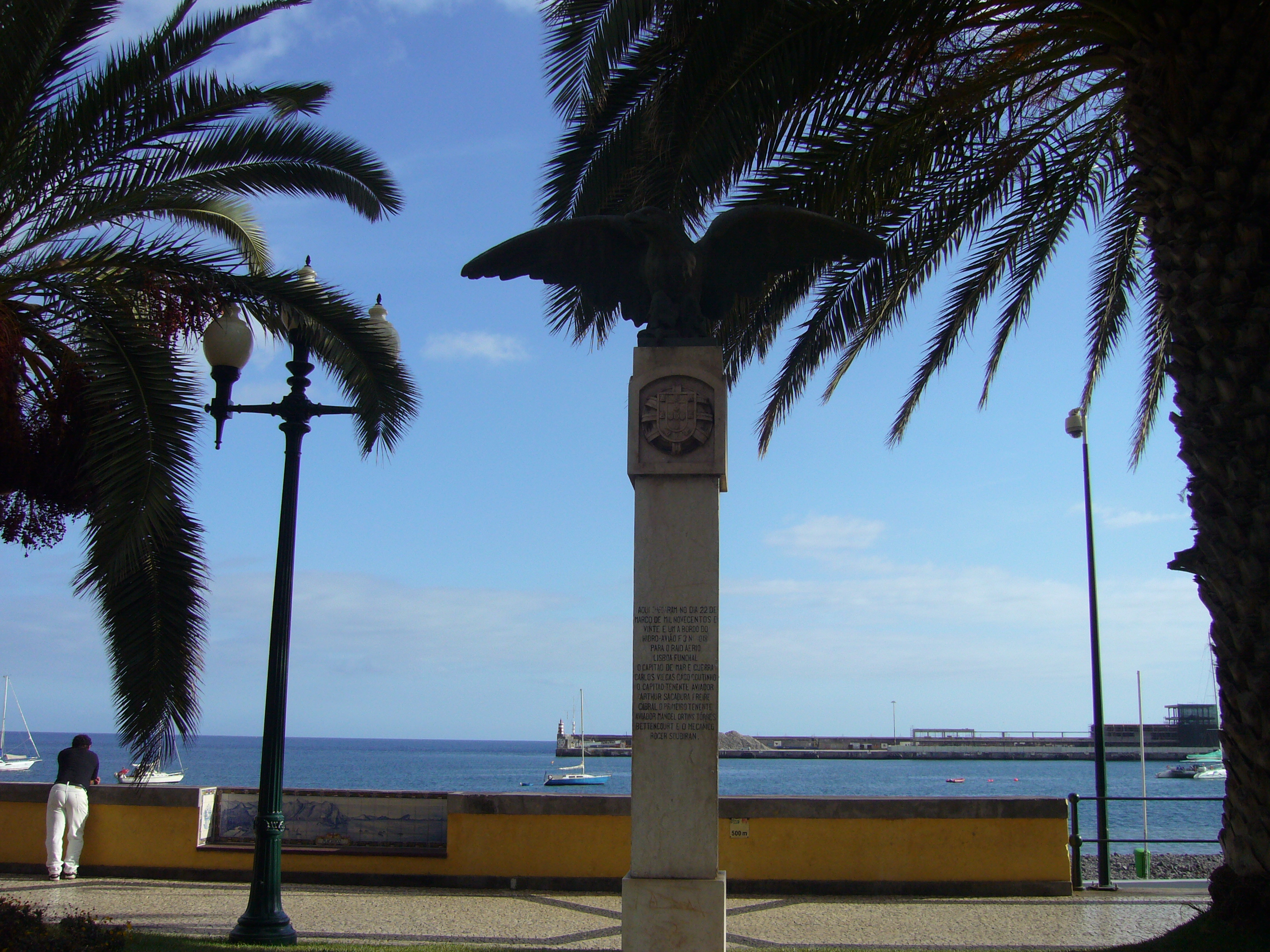
Pomnik pierwszego lotu na Maderę w Funchal
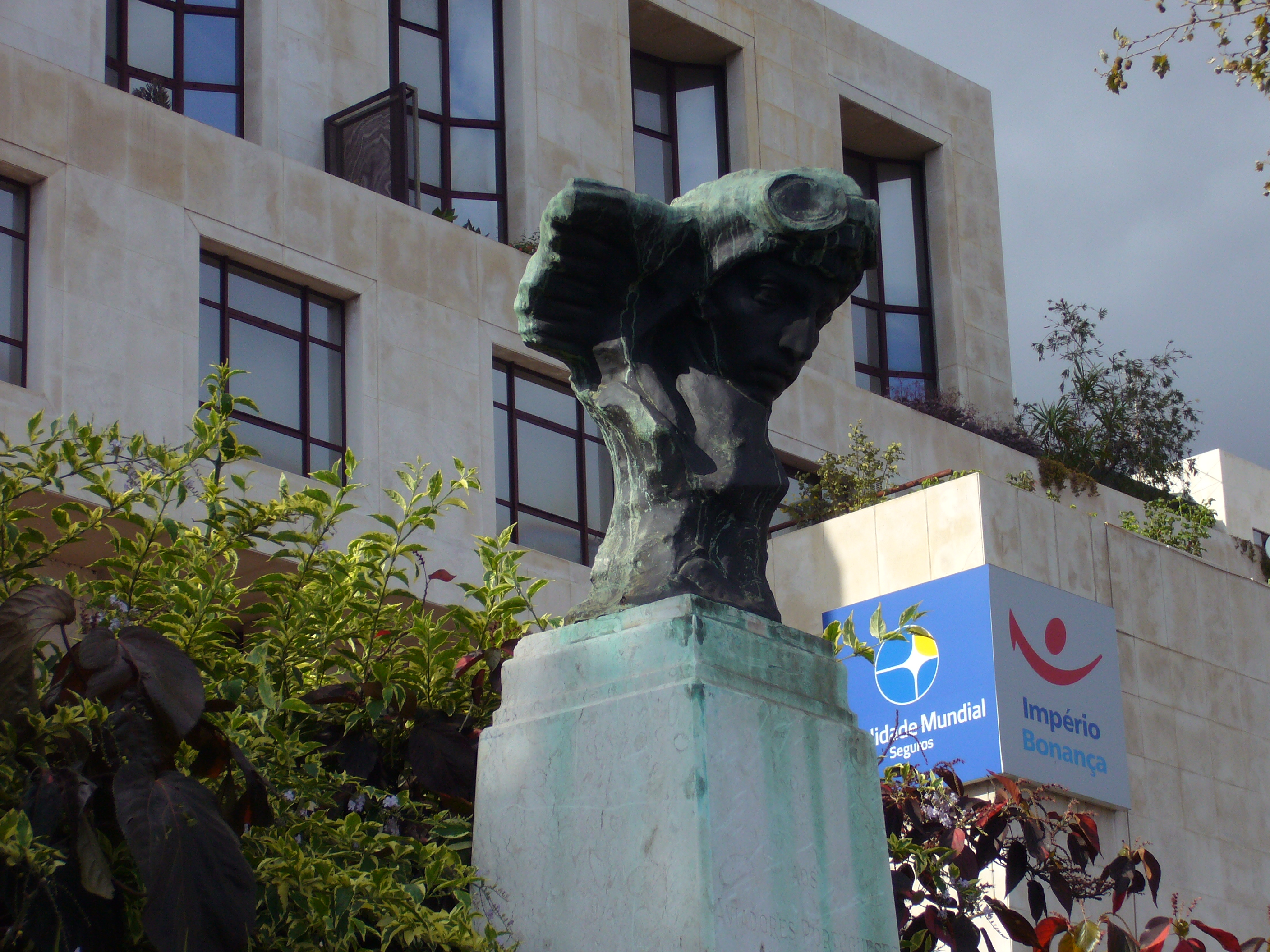
Pomnik Gago Coutinho w Funchal
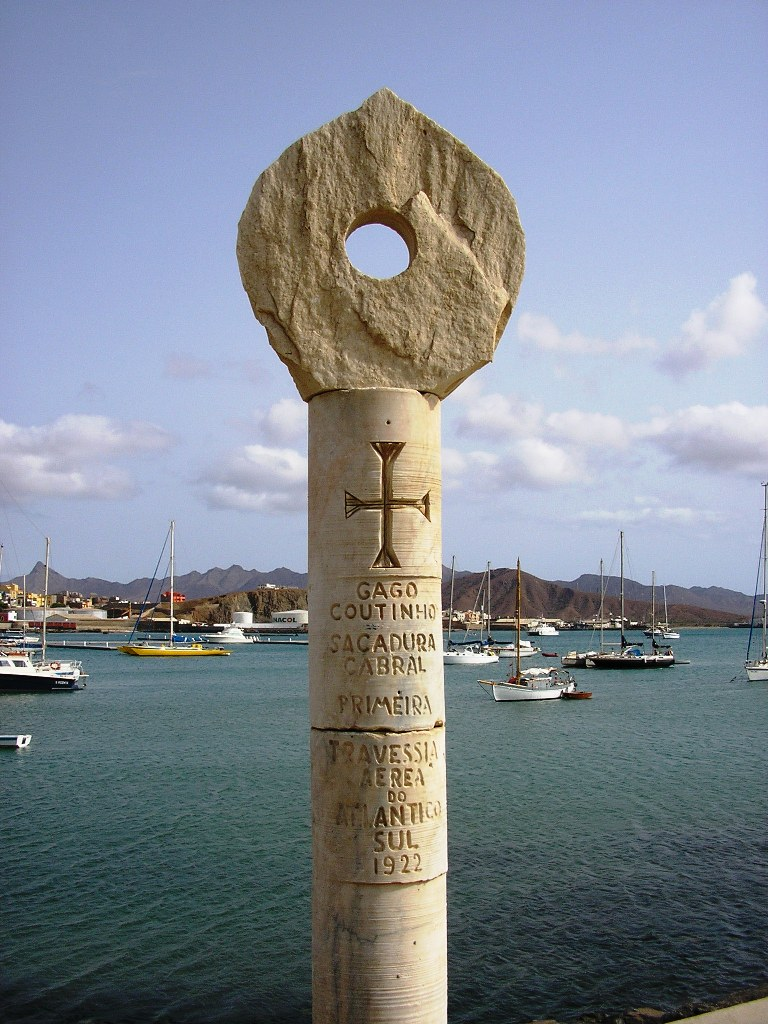
Pomnik pierwszego przelotu nad południowym Atlantykiem w Mindelo na Wyspach Zielonego Przylądka